# 이명세 (영화 감독)
이명세(李明世, 1957년 8월 20일 ~ )는 대한민국의 영화 감독이다. 본관은 전의.

## 생애
서울예전 영화과를 졸업하고 1979년 영화계에 입문했다. 여러 감독의 영화에서 조감독을 맡다가 1988년 영화 《개그맨》으로 감독 데뷔했다. 장난스럽거나, 지나치게 세련된 영상을 추구하는 스타일리스트로 알려져 있다.
1990년 두 번째 영화 《나의 사랑 나의 신부》가 흥행에 성공하였으나, 이후 계속 흥행에 실패하다가 1999년 형사물을 미려한 스타일로 그려낸 《인정사정 볼 것 없다》로 다시 주목을 받았다. 이 영화는 국내외 비평가들에게 호평을 받았으며 흥행에도 성공한다. 그 후 미국 영화계로 진출하여 감독 데뷔를 위한 작업을 준비했으나, 이렇다 할 결과물은 내지 못한 채 한국으로 돌아와서 《형사 Duelist》를 감독한다.

## 학력
- 동대문상업고등학교
- 서울예전 영화과

## 작품
- 《M》 (2007년)
- 《형사 Duelist》 (2005년)
- 《인정사정 볼 것 없다》 (1999년)
- 《지독한 사랑》 (1996년)
- 《남자는 괴로워》 (1995년)
- 《첫사랑》 (1993년)
- 《나의 사랑 나의 신부》 (1990년)
- 《개그맨》 (1989년)

## 수상
- 2008년 제09회 부산영화평론가협회상 감독상 - M
- 2007년 제27회 한국영화평론가협회상 감독상 - M
- 2006년 제42회 백상예술대상 영화부문 감독상 - 형사 Duelist
- 2005년 제25회 한국영화평론가협회상 최우수작품상, 감독상, 10대영화상 - 형사 Duelist
- 2000년 제14회 후쿠오카아시아영화제 그랑프리 - 인정사정 볼 것 없다
- 2000년 제02회 도빌아시아영화제 대상, 감독상 - 인정사정 볼 것 없다
- 1999년 제20회 청룡영화상 최우수작품상 - 인정사정 볼 것 없다
- 1993년 제14회 청룡영화상 각본상 - 첫사랑
- 1993년 제38회 아시아 태평양 영화제 심사위원특별상 - 첫사랑
- 1991년 제11회 한국영화평론가협회상 각본상 - 나의 사랑 나의 신부
- 1991년 제02회 춘사대상영화제 신인감독상 - 나의 사랑 나의 신부
- 1991년 제36회 아시아 태평양 영화제 신인감독상 - 나의 사랑 나의 신부
- 1991년 제29회 대종상 신인감독상 - 나의 사랑 나의 신부
- 1991년 제12회 청룡영화상 신인감독상 - 나의 사랑 나의 신부